# Fever Ray (album)
Fever Ray is het eerste album van Fever Ray, het soloproject van zanger Karin Dreijer Andersson.
De Zweedse Karin Dreijer Andersson is vooral bekend als helft van het alternatieve electroduo The Knife (samen met diens broer Olof Dreijer). Na het album Silent Shout van 2006 en de tour in 2007 begon Karin aan diens soloproject te werken. Het album kwam uit op 18 maart 2009. Fever Ray klinkt een stuk duisterder dan The Knife en wordt gekenmerkt door een traag tempo. Karin Dreijer Andersson gebruikt net zoals bij The Knife veel elektronische technieken zoals een speciale microfoon die diens stem omvormt tot een erg lage mannenstem.

## Ontvangst
Fever Ray werd al snel een wereldwijd succes. Zo goed als alle critici waren erg positief:
- Pitchfork Media: 8.1/10 + Best New Music
- The Guardian: 5/5, op een na beste album van 2009
- Humo: 3,5 ster
- NME: 8/10
- BBC: "it's bloody marvellous"
- iTunes USA: beste elektronische album 2009
- The Times: plaats 72 op lijst beste albums van het decennium 00.

Ook commercieel deed het album het vrij goed, zo haalde het in de Belgische albumtop de 11de plaats. Op de sociale muzieksite Last.fm was Fever Ray de 34ste meest gespeelde artiest van 2009. Op de Zweedse 3 P3 Gold Awards won hun de prijs voor beste dance.

## Tournee
Na het album volgde een wereldtournee, in de tussentijd werkte Karin met diens broer aan de electro-opera over Charles Darwin, Tomorrow, In A Year.
Hun show bleek in de geest van het album uiterst duister, futuristisch en bizar te zijn. Door het creatieve genie van regisseur Andreas Nilsson werd Fever Ray een van de beste live-shows van 2009. Door het gebruik van kamerlampjes, laserstralen en rituelen wekt Fever Ray een mysterieuze sfeer op. Op Pukkelpop 2009 stelde hun het album voor in de Marquee. Ook in 2010 lopen er nog shows en festivaloptredens.

## Muziekvideo's
Fever Ray maakte met de hulp van regisseur Andreas Nilsson vijf muziekvideo's (voor If I Had A Heart, When I Grow Up, Triangle Walks, Seven en Stranger Than Kindness). Zij zijn alle erg kunstzinnig, vreemd en soms duister en eng zoals het album. Ook deze video's konden de critici met gemak overtuigen en worden gezien als de beste van 2009. De lasereffecten die ook in de shows voorkomen keren veelvuldig in deze video's terug.

## Trivia
Het nummer If I Had a Heart is de titelmuziek van de televisieserie Vikings en werd ook gebruikt in Breaking Bad episode 3 van seizoen 4.

## Nummers
| Nr. | Titel                                                                                  | Duur |
| --- | -------------------------------------------------------------------------------------- | ---- |
| 1.  | If I Had a Heart                                                                       | 3:50 |
| 2.  | When I Grow Up                                                                         | 4:31 |
| 3.  | Dry and Dusty                                                                          | 3:45 |
| 4.  | Seven                                                                                  | 5:10 |
| 5.  | Triangle Walks                                                                         | 4:21 |
| 6.  | Concrete Walls                                                                         | 5:40 |
| 7.  | Now's the Only Time I Know                                                             | 3:59 |
| 8.  | I'm Not Done                                                                           | 4:20 |
| 9.  | Keep the Streets Empty for Me (lyrics by Karin Dreijer Andersson and Cecilia Nordlund) | 5:40 |
| 10. | Coconut                                                                                | 6:48 |

| Nr. | Titel                                    | Duur |
| --- | ---------------------------------------- | ---- |
| 11. | Stranger Than Kindness (Nick Cave cover) | 5:02 |
| 12. | Here Before (Vashti Bunyan cover)        | 3:15 |

| Nr. | Titel                                | Duur |
| --- | ------------------------------------ | ---- |
| 1.  | If I Had a Heart (music video)       |      |
| 2.  | When I Grow Up (music video)         |      |
| 3.  | Triangle Walks (music video)         |      |
| 4.  | Seven (music video)                  |      |
| 5.  | Stranger Than Kindness (music video) |      |
| 6.  | Fever Ray Tour Trailer (video)       |      |

| Nr. | Titel                         | Duur |
| --- | ----------------------------- | ---- |
| 1.  | If I Had a Heart              |      |
| 2.  | Triangle Walks                |      |
| 3.  | Concrete Walls                |      |
| 4.  | Seven                         |      |
| 5.  | I'm Not Done                  |      |
| 6.  | Now’s The Only Time I Know    |      |
| 7.  | Keep The Streets Empty for Me |      |
| 8.  | Dry and Dusty                 |      |
| 9.  | Stranger Than Kindness        |      |
| 10. | When I Grow Up                |      |
| 11. | Here Before                   |      |
| 12. | Coconut                       |      |